# Gulgrön tangara
Gulgrön tangara (Bangsia flavovirens) är en fågel som numera placeras i familjen tangaror inom ordningen tättingar.

## Utseende och läte
Gulgrön tangara är en 14,5 cm lång tangara som med sina dämpade färger lätt förbises. Ovansidan är olivgrön, undersidan olivgul, på strupen, bröstmitt och undersidan av stjärten gulare. Ögat är brunt. Liknande gulstrupig busksparv har gråaktig undersida och vitt öga, och hittas dessutom oftast på lägre nivå. Lätet består av hesa och raspiga "chut" och"chip-chut" eller "chut-chip" som upprepas frekvent.

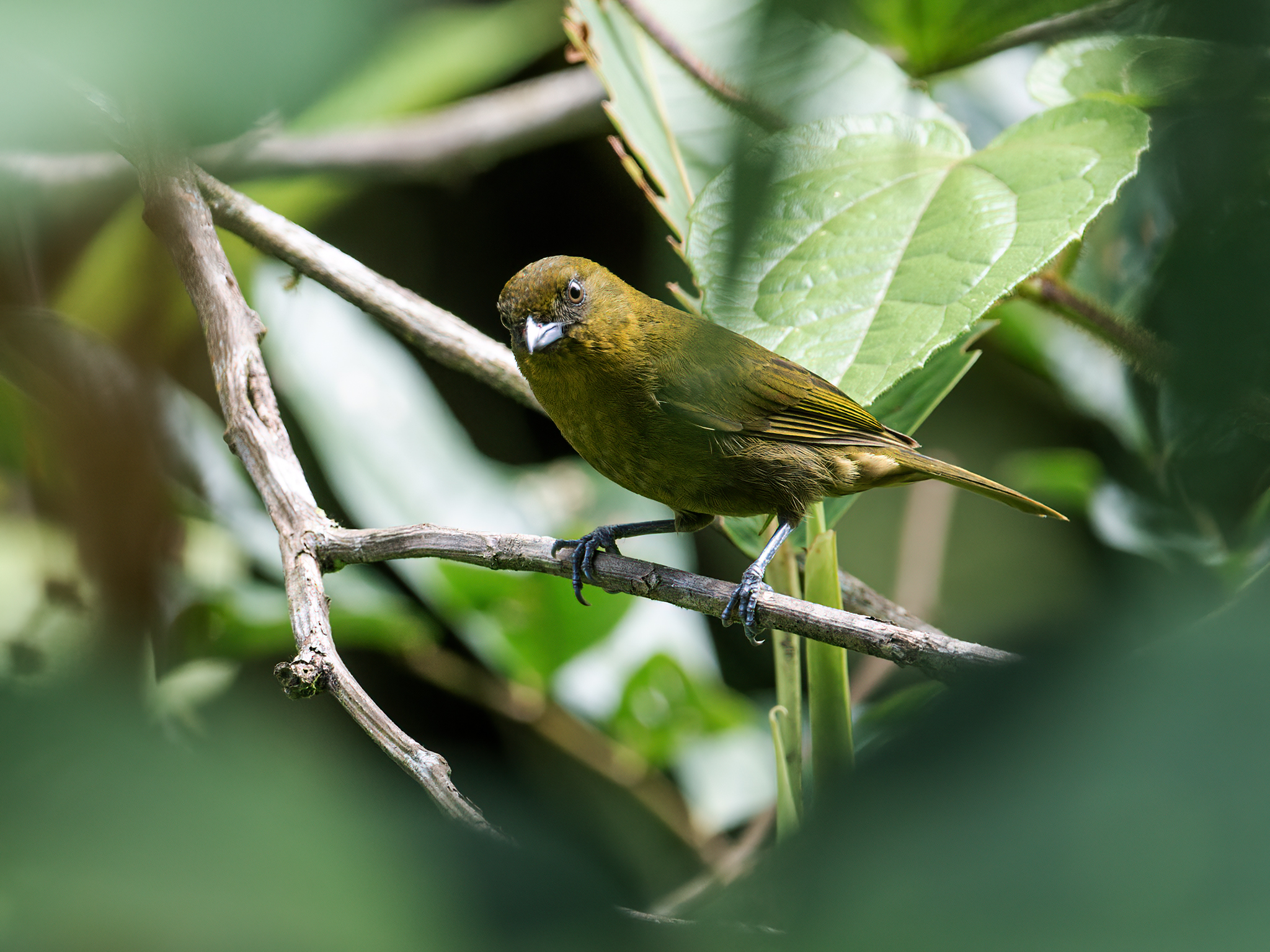

## Utbredning och systematik
Fågeln förekommer lokalt i fuktiga västra Anderna i Colombia och nordvästra Ecuador. Tidigare placerades den i släktet Chlorospingus, numera i familjen amerikanska sparvar (Passerellidae). DNA-studier visar dock att den inte alls är nära släkt utan står snarare nära släktet Bangsia i familjen tangaror.

## Status och hot
Gulgrön tangara har en liten världspopulation bestående av uppskattningsvis endast 2 500–10 000 vuxna individer. Den tros också minska i antal till följd av habitatförlust. Den är därför upptagen på internationella naturvårdsunionen IUCN:s röda lista över hotade arter, kategoriserad som sårbar (VU).

## Namn
På svenska kallades den tidigare gulgrön busksparv, men detta har justerats till gulgrön tangara för att korrekt återspegla artens familjetillhörighet. Släktesnamnet hedrar Outram Bangs (1863–1932), amerikansk zoolog och samlare av specimen.